# Mistrzostwa Świata w Piłce Nożnej 2010 (eliminacje strefy CAF)/Grupa A
W Grupie A eliminacji do MŚ 2010 biorą udział następujące zespoły:
- Togo
- Kamerun
- Maroko
- Gabon

## Tabela
| Miejsce | Drużyna      | Punkty | Zwyc. | Rem. | Por. | Bramki |
| ------- | ------------ | ------ | ----- | ---- | ---- | ------ |
| 1       | Kamerun (PA) | 13     | 4     | 1    | 1    | 9-2    |
| 2       | Gabon (PA)   | 9      | 3     | 0    | 3    | 9-7    |
| 3       | Togo (PA)    | 8      | 2     | 2    | 2    | 3-7    |
| 4       | Maroko       | 3      | 0     | 3    | 3    | 3-8    |

### Wyniki
| 28 marca 2009 | Maroko · El Hamdaoui 84' | 1-2(0-2) | Gabon · Aubameyang 34' · Méyé 45' | Stade Mohamed V, Casablanca Widzów: 38 000 |
|               |                          |          |                                   |                                            |

| 28 marca 2009 | Togo · Adebayor 11' | 1-0(1-0) | Kamerun | Ohene Djan Sports Stadium, Akra Widzów: 26 450 |
|               |                     |          |         |                                                |

| 6 czerwca 2009 | Kamerun | 0-0(0-0) | Maroko | Stade Omnisports, Jaunde · Widzów: 35 000 · Sędzia: Rajindraparsad Seechurn Mauritius |
|                |         |          |        |                                                                                       |

| 6 czerwca 2009 | Gabon · Ecuele 11' · Meye 56' · Brou 83' | 3-0(1-0) | Togo | Stade Omar Bongo, Libreville · Widzów: 20 000 · Sędzia: Verson Lwanja Malawi |
|                |                                          |          |      |                                                                              |

| 20 czerwca 2009 | Maroko | 0-0(0-0) | Togo | Stade Moulay Abdellah, Rabat · Widzów: 22 000 · Sędzia: Wellington Kaoma Zambia |
|                 |        |          |      |                                                                                 |

| 5 września 2009 | Gabon | 0-2(0-0) | Kamerun · Emana 66' · Eto’o 68' | Stade Omar Bongo, Libreville · Widzów: 10 000 · Sędzia: Alfred Ndinya Kenia |
|                 |       |          |                                 |                                                                             |

| 5 września 2009 | Togo · Salifou 4' | 1-1(1-0) | Maroko · Taarabt 90+3' | Stade de Kégué, Lomé · Widzów: 24 651 · Sędzia: Muhmed Ssegonga Uganda |
|                 |                   |          |                        |                                                                        |

| 9 września 2009 | Kamerun · Makoun 24' · Eto’o 64' | 2-1(1-0) | Gabon · Cousin 90' | Stade Omnisports, Jaunde · Widzów: 38 000 · Sędzia: Kacem Bennaceur Tunezja |
|                 |                                  |          |                    |                                                                             |

| 10 października 2009 | Gabon · Mahdoufi 45' · Mouloungui 67' · Cousin 72' | 3-1(1-0) | Maroko · Taarabt 89' | Stade Omar Bongo, Libreville · Widzów: 14 000 · Sędzia: Noumandiez Doue Wybrzeże Kości Słoniowej |
|                      |                                                    |          |                      |                                                                                                  |

| 10 października 2009 | Kamerun · Geremi 32' · Makoun 47' · Emana 52' | 3-0(1-0) | Togo | Stade Omnisports, Jaunde · Widzów: 37 400 · Sędzia: Wellington Kaoma Zambia |
|                      |                                               |          |      |                                                                             |

| 14 listopada 2009 | Togo · Ayite 73' | 1-0(0-0) | Gabon |  |
|                   |                  |          |       |  |

| 14 listopada 2009 | Maroko | 0-2(0-1) | Kamerun · Webo 18' · Eto’o 52' |  |
|                   |        |          |                                |  |